# Tipula (Pterelachisus) hylaea
Tipula (Pterelachisus) hylaea is een tweevleugelige uit de familie langpootmuggen (Tipulidae). De soort komt voor in het Palearctisch gebied.